# 赖因哈德·克利姆特

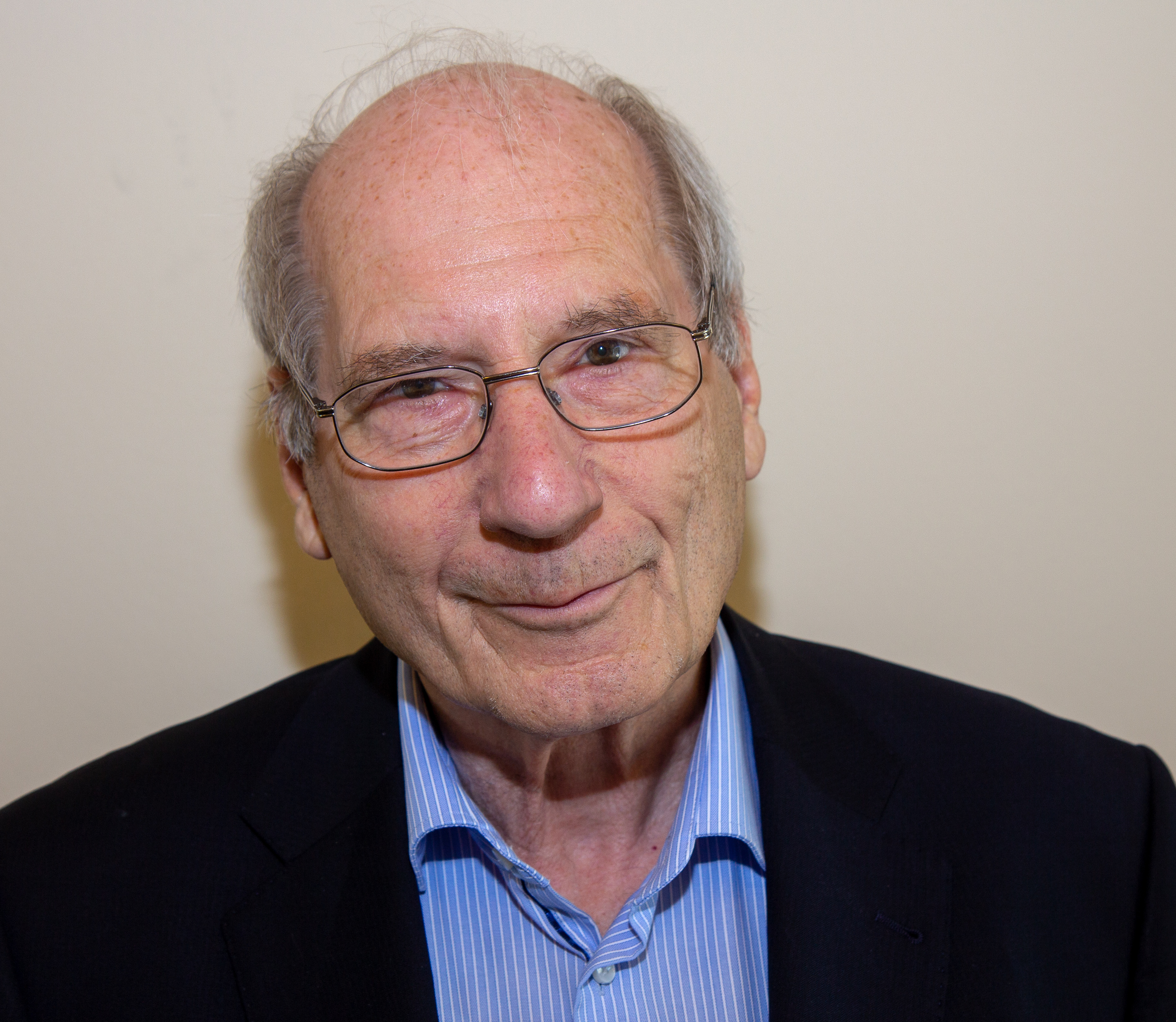

赖因哈德·克利姆特（1942年-），德国政治人物。1998年至1999年，担任萨尔州州长。1999年至2000年11月，担任德国联邦交通建筑与城市事务部部长。

## 生平
1942年，生于柏林市。早年就读于萨尔兰大学学习历史学。1999年9月，担任交通建筑与城市事务部部长；2000年，克利姆特因卷入萨尔布吕肯足球俱乐部丑闻而被迫辞职。